# La crescita di Creepie
La crescita di Creepie (Growing Up Creepie) è una serie animata canadese e statunitense del 2006. In Italia è stata trasmessa su Nickelodeon dal 19 novembre 2007.

## Trama
Creepie è una bambina abbandonata dentro una cesta davanti alla Dweezwold Mansion. Un'enorme villa che ospita una famiglia di vari insetti antropomorfi. Gli insetti l'hanno accolta e cresciuta come una di loro e una volta cresciuta arrivando all'adolescenza comincia a frequentare la Middlington Middle School, dove mantiene segreta la sua vita domestica per proteggere se stessa e la sua famiglia.

## Personaggi
- Creepella "Creepie" Creecher è la protagonista gotica della serie. È nata con i capelli multicolori. Inizialmente sembra impertinente, ma in realtà è amichevole e di buon cuore. Il suo colore preferito è il nero ed è fortemente protettiva nei confronti della sua famiglia e degli altri insetti.
- Caroleena è una mantide religiosa e madre adottiva di Creepie. È molto severa e minaccia costantemente di mangiare i suoi figli se non l'ascoltano. È stato il suo istinto materno a convincere suo marito ad adottare Creepie. Adora cucinare.
- Vinnie è una zanzara che è il padre adottivo di Creepie. È vegano e ha un sinistro aspetto vampirico. Come sua moglie è amorevole con la figlia adottiva. Ama dipingere e meditare.
- Gnat è un moscherino e fratello minore di Creepie. Si intrufola costantemente nel suo zaino e provoca il caos a scuola.
- Pauly è un pillbug e fratello maggiore di Creepie. Ama mangiare ed è un burlone spiritoso.
- Budge Bentley è il migliore amico di Creepie e anche l'unico ea conosce il suo segreto. Anche se Budge potrebbe sembrare un prepotente a causa della sua altezza e taglia, in realtà è un ragazzo dolce che non farebbe del male a una mosca.
- Chris-Alice Hollyruller è l'amica e vicina di casa sempre felice di Creepie. Fa anche la cheerleader.
- Carla Cabrera e Melanie Melisma sono due ragazze popolari che mantengono un'amicizia intermittente con Creepie. Sono ossessionate dallo shopping, dalla moda, dal trucco e dai loro cellulari. Carla è la leader del duo vista costantemente con il suo vestito da cheerleader e ha i capelli raccolti in trecce sciolte. Melanie è una bionda stupida stereotipata e ha problemi con la pronuncia. Il suo outfit consiste in una maglietta arancione con un gatto giallo sul davanti, pantaloni cargo verdi e scarpe da ginnastica bianche/arancioni.
- Harry Helby è il rubacuori residente che è ossessionato dai suoi capelli. Melanie e Carla hanno una cotta enorme per lui anche se di solito le ignora ed è un po' più interessato a Creepie.
- La signora Monserrate è la preside della Middlington Middle School. Spia sempre Creepie e gli altri studenti della Middlington Middle School.
- Il dottor Pappas è l'insegnante di scienze e di classe di Creepie ossessionato dalle regole.

## Doppiaggio
| Nome del personaggio   | Doppiatore originale | Doppiatore italiano |
| ---------------------- | -------------------- | ------------------- |
| Creepie                | Athena Karkanis      | Antonella Baldini   |
| Caroleena              | Julie Lemieux        | Roberta Greganti    |
| Vinnie                 | Dwayne Hill          | Franco Mannella     |
| Gnat                   | Stevie Vallance      | Nanni Venditti      |
| Pauly                  | David Berni          | Antonella Baldini   |
| Budge                  | Richard Yearwood     | Nanni Venditti      |
| Chris-Alice Hollyruler | Leah Cudmore         | Ilaria Latini       |
| Miss Monserate         | Julie Lemieux        | Emilia Costa        |
| Dr. Papas              | Juan Chorian         | Mimmo Strati        |
| Carla                  | Stephanie Anne Mills | Gaia Bolognesi      |
| Melanie                | Athena Karkanis      | Chiara Gioncardi    |
| George Hollyruler      | Scott McCord         | Germano Basile      |